# Западно сиво кенгуру
Западното сиво кенгуру (Macropus fuliginosus) е вид бозайник от семейство Кенгурови (Macropodidae).

## Разпространение
Видът е разпространен в Австралия.